# 超限戦
『超限戦』（ちょうげんせん、中国語：超限战/超限戰、英語：Unrestricted Warfare）は、1999年に発表された、中国人民解放軍大佐の喬良と王湘穂による戦略研究の共著である。

## 概要
中国空軍の喬良、王湘穂は、これからの戦争を、あらゆる手段で制約無く戦うものとして捉え、その戦争の性質や戦略について論じた。
本書の第1部は、新戦争論であり、第2部は新戦法論となっている。この中で喬良、王湘穂は、25種類にも及ぶ戦闘方法を提案し、通常戦、外交戦、国家テロ戦、諜報戦、金融戦、ネットワーク戦、法律戦、心理戦、メディア戦などを列挙している。そして、このような戦争の原理として、全方向度、リアルタイム性、有限の目標、無限の手段、非均衡、最少の消耗、多次元の協力、全過程のコントロールと支配を挙げている。
このような戦争は、別に中国に限らずグローバリゼーションの時代の戦争に特徴的なものであり、軍人と非軍人の境界もまたあいまい化する。したがって、本書は、単に戦争手段の多様化を示すだけではなく、それに対応した安全保障政策や戦略の研究の必要を主張している。

## 訳書
- 『超限戦―21世紀の「新しい戦争」』 坂井臣之助監修、共同通信社、2001年
- 新版『超限戦―21世紀の「新しい戦争」』 角川新書、2020年1月

### 関連文献
- 藤井厳喜『米中新冷戦、どうする日本』 PHP研究所、2013年 - 「超限戦」をあつかう
- 渡部悦和・佐々木孝博『現代戦争論――超「超限戦」』 ワニブックスPLUS新書、2020年7月
- ホウ宏亮『知能化戦争　中国軍人が観る「人に優しい」新たな戦争』 安田淳監訳、五月書房新社、2021年3月
- 渡部 悦和『プーチンの「超限戦」—その全貌と失敗の本質』ワニブックスPLUS新書、2022年11月